# Scotopteryx pallidior
Scotopteryx pallidior là một loài bướm đêm trong họ Geometridae.